# Marrakch Medine
Marrakch Medine est un roman de Claude Ollier paru le 8 janvier 1980 aux éditions Flammarion et ayant reçu la même année le Prix France Culture.

## Éditions
- Marrakch Medine, éditions Flammarion, 1980  (ISBN 2080664123)